# Alte Burg Verden

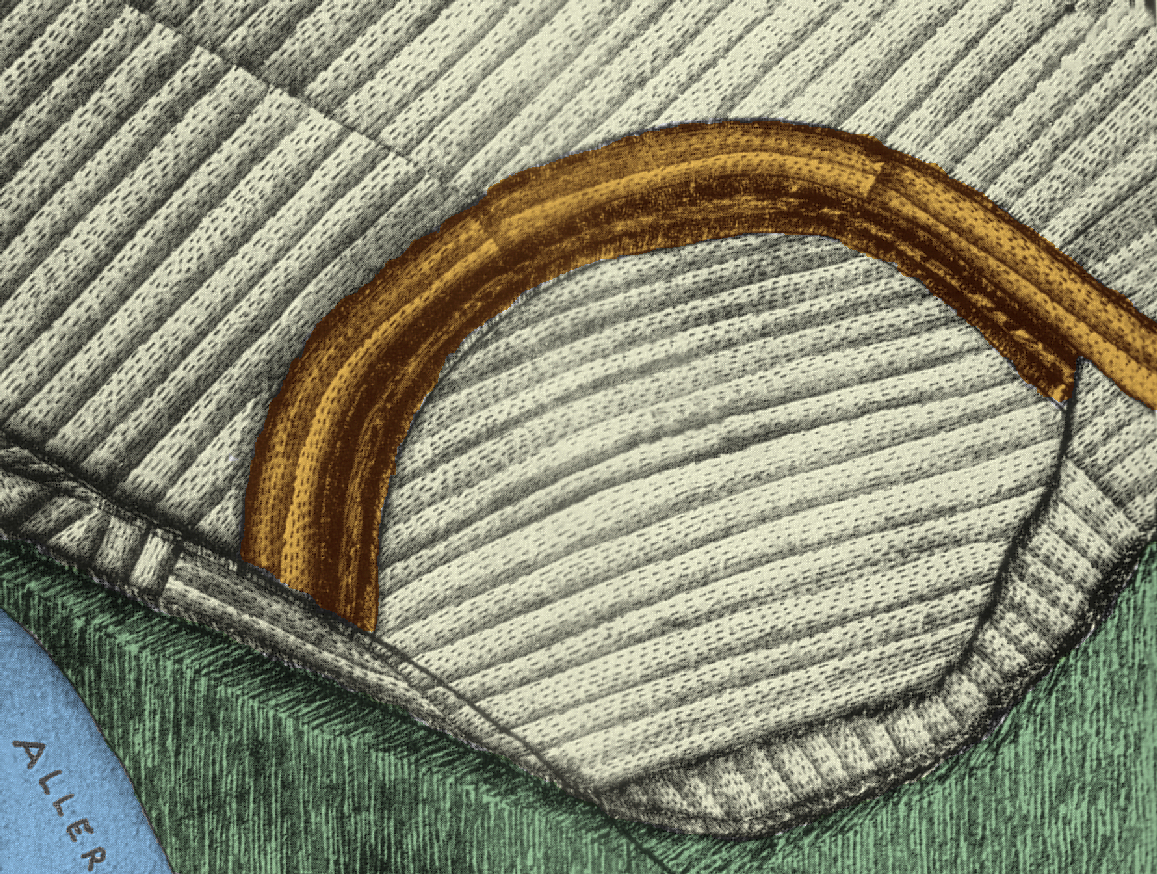
Erste Zeichnung der Alten Burg Verden nahe der Aller, 1728 (nachkoloriert)

Die Alte Burg Verden war eine frühmittelalterliche Wallburg in Verden in Niedersachsen. Sie lag auf einer Anhöhe oberhalb der Aller unmittelbar an der Kante des Geesthangs zur Allerniederung. Die etwa 2,4 Hektar große Befestigungsanlage wurde in der Zeit des 10./11. Jahrhunderts genutzt und fiel noch vor dem 14. Jahrhundert wüst. Die historische Forschung bringt die Wallanlage in Zusammenhang mit Karl dem Großen.

## Beschreibung

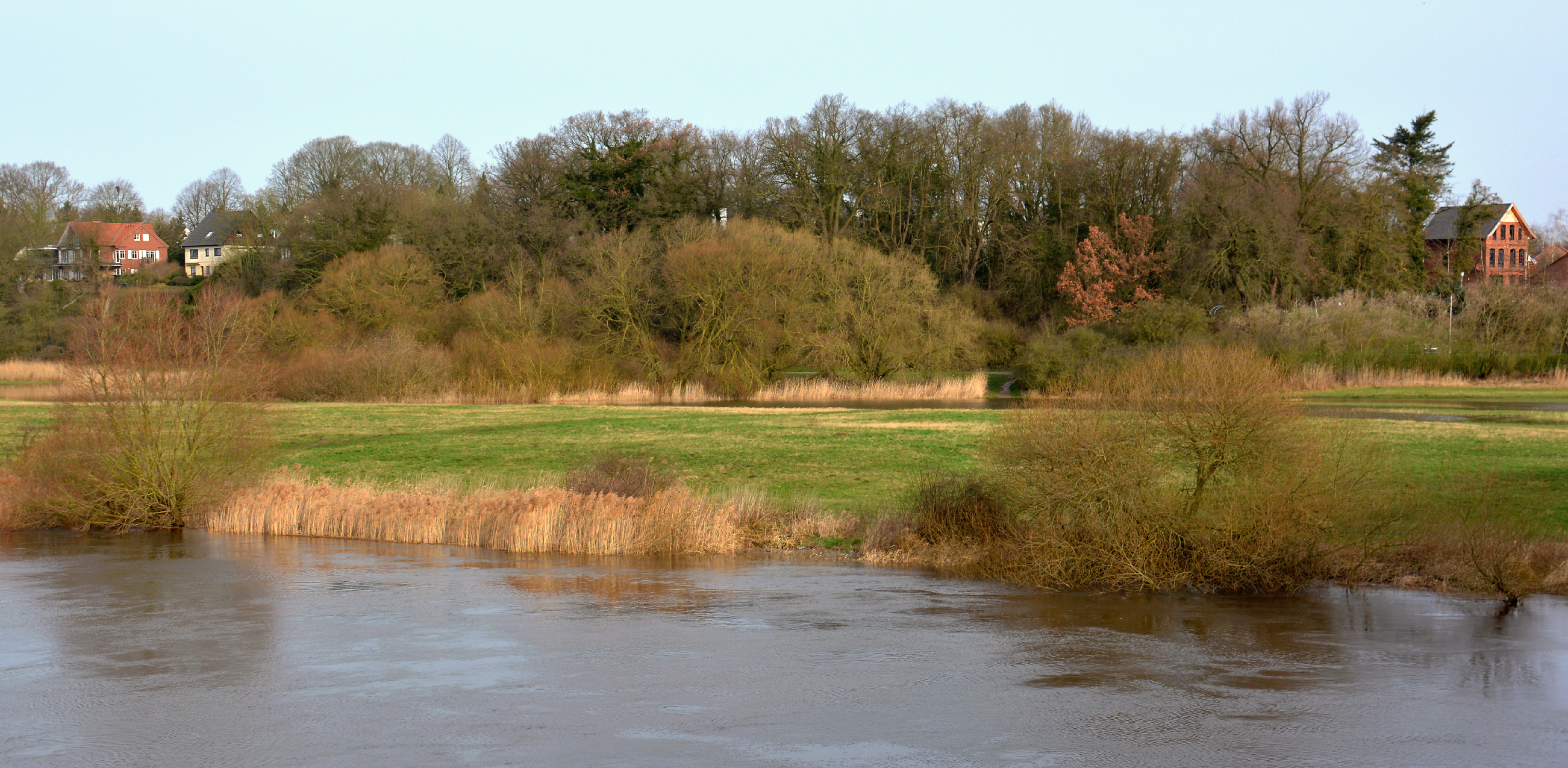
Blick auf die frühere Burgstelle von der Aller

Die Befestigungsanlage lag rund einen Kilometer südöstlich des Ortskerns auf einem Moränenhügel mit der Bezeichnung Burgberg. Das dortige Flurstück trägt die Bezeichnung Alte Burg. Die leicht ovalförmige Anlage hatte einen Durchmesser von etwa 215 × 170 Meter. Ihre westliche und nördliche Seite wurden durch einen halbkreisförmigen Wall von 16 Meter Breite und etwa vier Meter Höhe geschützt. Er bestand aus einer Front mit Rasenplaggen, einem Lehmkern und einer Kiesschüttung sowie einer Mauer aus Rasensoden. Nach außen waren eine sieben Meter breite Berme sowie ein 14 Meter breiter und vier Meter tiefer Spitzgraben vorgelagert. Nach heutiger Schätzung wurden bei der Errichtung von Wall und Graben bis zu 20.000 m3 Erde bewegt. Im Süden und Osten der Anlage boten bis zu 15 Meter hohe und möglicherweise künstlich nachbearbeitete Steilhänge einen natürlichen Schutz. Hinweise auf eine Bebauung innerhalb der Wallanlage und auf das Bestehen einer Vorburg liegen nicht vor.

## Geschichte

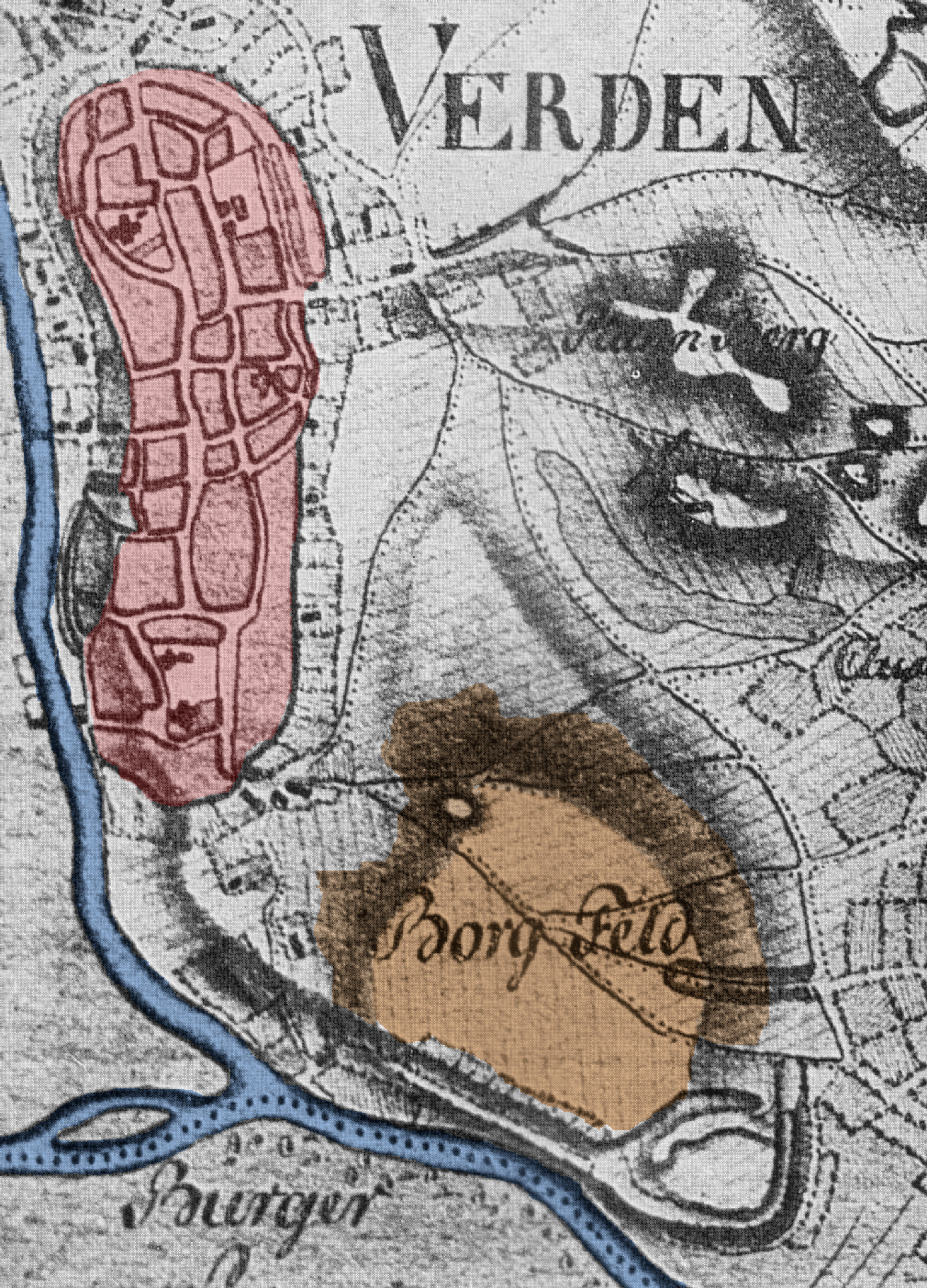
Verden an der Aller und die Alte Burg Verden, 1770 (nachkoloriert)

Eine historische Überlieferung zum Zweck der Befestigungsanlage und ihrem Erbauer ist nicht bekannt. Sie war in der Landschaft so markant, dass sie seit dem frühen Spätmittelalter in Quellen genannt wird. Anfang des 14. Jahrhunderts wurde die inzwischen wüst gefallene Burg als Landmarke genutzt. Im Statutenbuch des Verdener St. Andreas-Stifts werden die Reste der Anlage mehrfach als die olde borch und einmal als der wal der alden borch genannt. 1368 wird die Stelle des Burgareals als antiquum castrum bezeichnet.
Die Befestigungsanlage ist erstmals im Jahr 1728 auf einem Stadtplan von Verden abgebildet. Laut der Beschreibung sei sie eine Schanze gewesen, die als Alte Burg bezeichnet wird und deren Fläche zum Anbau von Getreide diene. Eine weitere Darstellung findet sich auf einer topographischen Landesaufnahme von 1770. Im Jahr 1816 erfolgte die Einebnung des Walls zur Gewinnung von Ackerland. Beim Bau des Bahndamms für die Bahnstrecke Wunstorf–Bremen wurde 1846 die östliche Hälfte des Walls abgegraben. Heute ist die Befestigungsanlage, die sich innerhalb eines Wohngebietes befindet, obertägig nicht mehr wahrnehmbar. Der Moränenhügel ist beim Eisenbahnbau im 19. Jahrhundert weitgehend abgegraben worden, sodass die einstige Geländesituation heutzutage nur noch schwer erkennbar ist. Im Jahr 2006 wurde am früheren Burgareal in der Straße Burgberg neben dem dortigen Kinderspielplatz eine Informationstafel zur Geschichte der Befestigungsanlage aufgestellt.

## Ausgrabungen

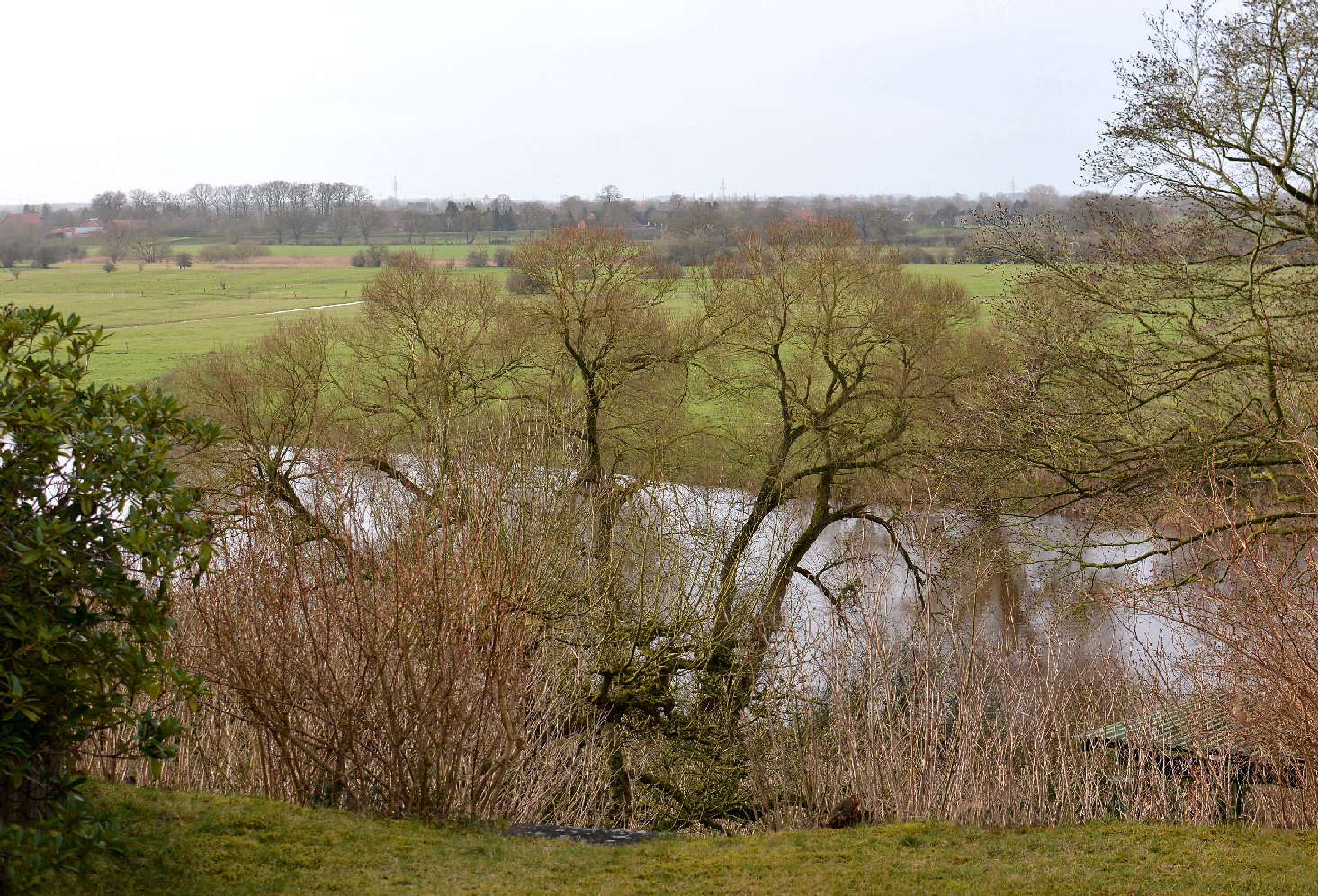
Aussicht vom Burgberg über die Allerniederung

1959 nahmen der Apotheker Detlef Schünemann und Wolfgang Schöttler sowie Albert Genrich vom Landesmuseum Hannover eine Ausgrabung vor. Fundstücke in einer 40 cm starken Kulturschicht waren rund 300 Keramikscherben aus der Jungsteinzeit und der Bronzezeit. Sie belegen eine vorgeschichtliche Besiedlung an der markanten Geländestelle oberhalb der Aller. In einer freigelegten Abfallgrube im Inneren der Wallanlage fanden sich Gefäßfragmente des 6. und 7. Jahrhunderts aus sächsischer Zeit. Im Spitzgraben lag in 3,4 Meter Tiefe ein vierkantig geschmiedeter Eisenbolzen mit Tülle, bei dem es sich um einen Armbrustbolzen aus der Zeit vor 1100 handeln könnte. Freigelegte Hölzer ließen sich mittels der Radiokarbonmethode auf das Jahr 1000 +/− 75 Jahre datieren. Bei einer weiteren Grabung und Baubeobachtung im Jahr 1983 ergaben sich Anhaltspunkte für eine Zweiphasigkeit des Spitzgrabens.

## Geschichtliche Einordnung

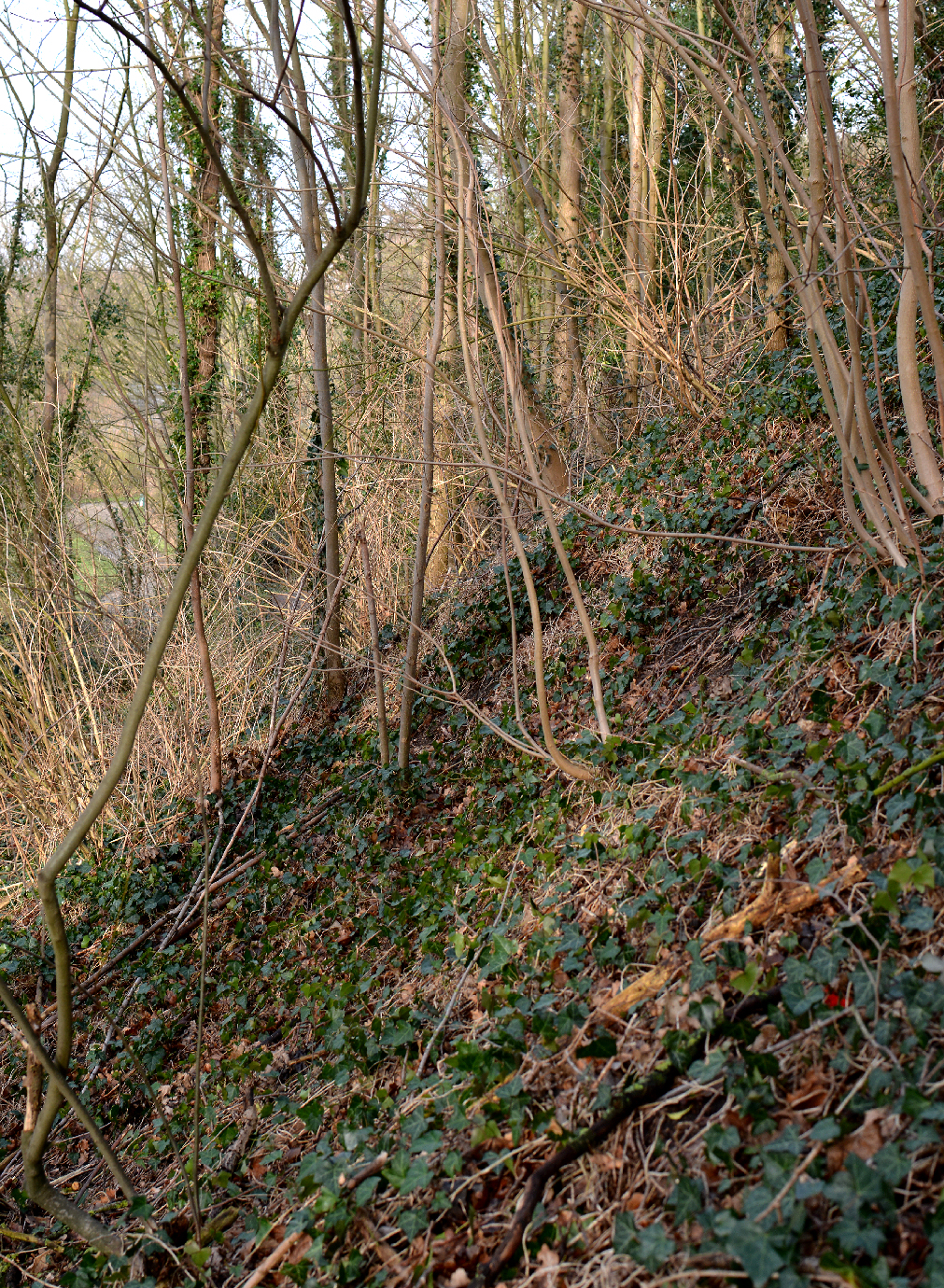
Steilhang an der Südseite

Seit der Nennung der wüst gefallenen Burgstelle in spätmittelalten Quellen wird über die einstige Funktion der Anlage gerätselt. Sie weist bautechnische Übereinstimmungen mit der im Jahr 809 errichteten Burg Esesfeld in Schleswig-Holstein auf, die über einen 10 Meter breiten Plaggenwall verfügte. Der Ausgräber Detlef Schünemann sah in der Alten Burg Verden eine im 8. bis 10. Jahrhundert errichtete Fliehburg. Sie hätte dem Schutz der Bevölkerung gedient und rund 1500 Menschen Platz geboten. Als Anlass ihrer Errichtung vermutete Schünemann Beutezüge von Wikingern und Normannen, die mit ihren Booten die Flüsse aufwärts fuhren. Die Abfallgrube mit Keramikmaterial aus dem 6. bis 7. Jahrhundert zog Schünemann nicht für die Datierung der Anlage heran, sondern erklärte sie mit dem möglichen Bestehen eines sächsischen Gehöftes an der Stelle.
Die historische Forschung vermutet in der Anlage eine Militärstation von Karl dem Großen, der sich im Jahr 782 beim Blutgericht von Verden und bei einer Beurkundung am 12. August 810 in Verden aufgehalten haben soll. Darüber hinaus berichten die Annalen des Fränkischen Reichs von einem „castrum“ an der Aller, die in der Nähe in die Weser mündet. Dabei ist die genaue Verortung nicht sicher, da ein Teil der Forschung das beschriebene „castrum“ nahe dem Dom zu Verden lokalisiert.